# Bruparck

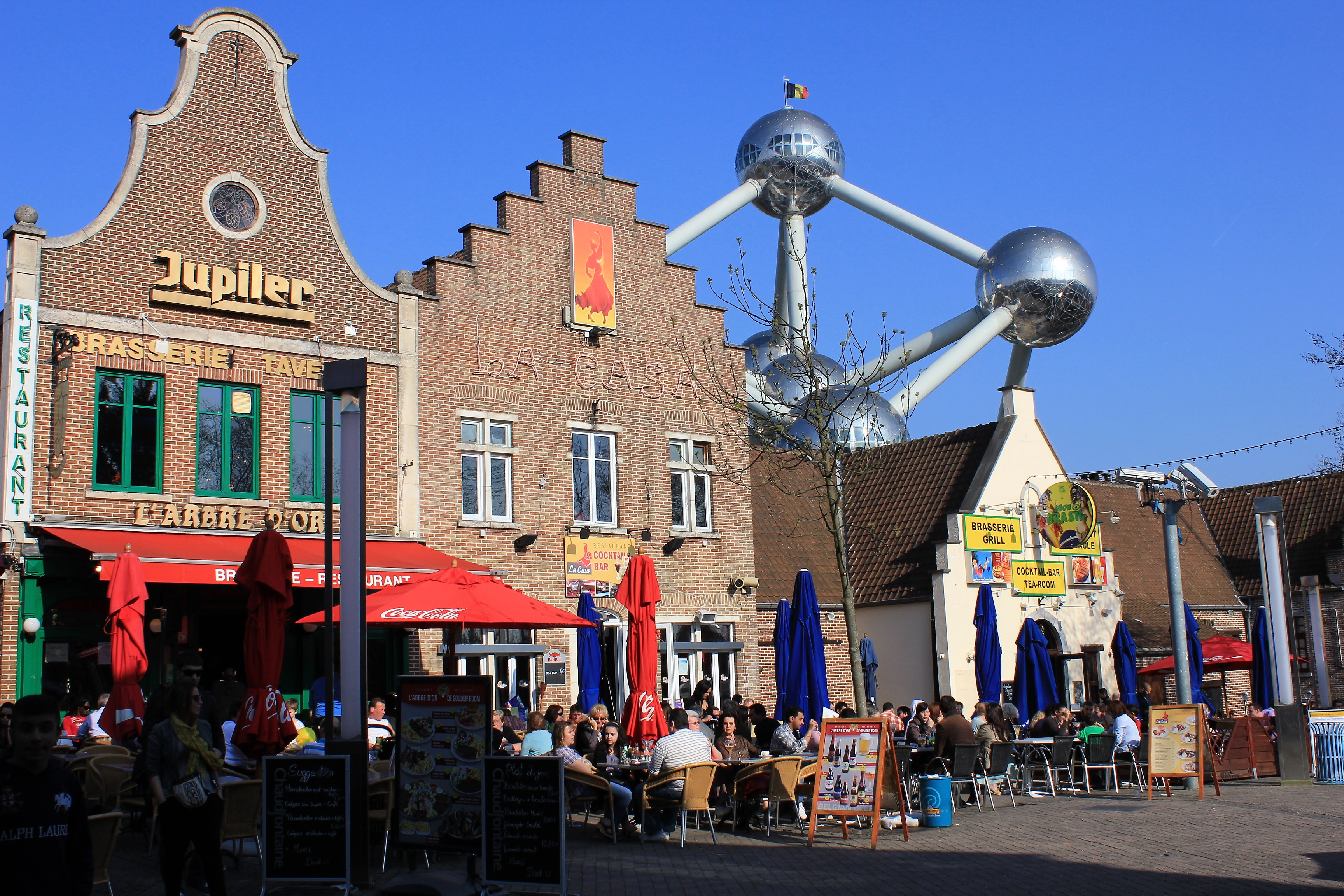
Im Bruparck, im Hintergrund das Atomium (2012)

Der Bruparck liegt in Brüssel in der Nähe der Metrostation Heysel. Er ist Teil des Heyselparks, der wiederum ein Teil des Laken-Parks im Stadtteil Laken (franz. Laeken) ist.
Der Bruparck umfasst neben dem Modellpark Mini-Europa, das Atomium, das subtropische Freizeitbad Oceade (29 °C Wassertemperatur), das Großkino Kinepolis (27 Kinos und IMAX) und ein Parkdorf (mit Geschäften, Restaurants, Bars in einer nachgebauten typischen Brüsseler Straße).